# Волф Албрехт Нотхафт фон Вернберг
Волф Албрехт Нотхафт фон Вернберг (на немски: Wolff Albrecht Notthafft von Wernberg; * 1589; † 1621, Кам) е благородник от баварския древен благороднически род Нотхафт, е господар на Вернберг (над Вернберг-Кьоблиц) в Горен Пфалц в Бавария.

## Произход
Той е син на Йеремиас Нотхафт цу Груеб-Плайбах и съпругата му Хелена Пойслин фон Лойфлинг. Внук е на Албрехт Нотхафт и Геновева Кастнерин фон Шнайтбах. Правнук е на Хайнрих Нотхафт († 1533) и Регина фон Фраунберг († сл. 1563). Потомък е на рицар Хайнрих V Нотхафт фон Вернберг († 1440) и Агнес фон Гумпенберг († 1421).
Сестра му Вероника Нотхафт фон Вернберг е омъжена за Йохан Вилхелм Фукс фон Валдбург, а сестра му Анна Мария Нотхафт е омъжена I. за Волф Георг фон Шьонщайн и II. за Вилхелм Пойсл фон Лойфлинг.
С неговия правнук Йохан Хайнрих Франц Емануел родът „Нотхафт фон Вернберг“ измира през 1734 г.

## Фамилия
Волф Албрехт Нотхафт фон Вернберг се жени за Анна Елизабет фон Кьонигсфелд, дъщеря на Йоханес Зигисмунд фон Кьонигсфелд и втората му съпруга Вероника фон Тауфкирхен. Те имат децата:
- двама сина
- Йохан Хайнрих Нотхафт фон Вернберг (* 9 февруари 1604, Блайбах; † 2 юли 1665, Виена), имперски граф на Вернберг, имперски дворцов съветник и имперски дворцов вицепрезидент, женен на 11 януари 1626 г. за Анна Мария фон Шварценберг (* 23 януари 1583; † 20 декември 1637, Цайцкофен)